# Larisa Litvinova
Larissa Nikolaevna Rozanova (nascida Litvinova) (em russo:  Лариса Литвинова) foi uma aviadora e instrutora de voo, tendo combatido como capitão na formação aérea Bruxas da Noite durante a Segunda Guerra Mundial. Pelo seu serviço militar ela foi agraciada com o título de Heroína da União Soviética no dia 23 de fevereiro de 1948.

## Prémios
- Heroína da União Soviética
- Duas Ordens de Lenin
- Duas Ordens de Bandeira Vermelha
- Duas Ordens da Guerra Patriótica de 1ª Classe
- Ordem da Estrela Vermelha
- Medalha "Para a Defesa do Cáucaso"
- Medalha "Pela Vitória sobre a Alemanha na Grande Guerra Patriótica de 1941-1945"
- várias medalhas militares